# Клинов, Антон Эдуардович
Антон Эдуардович Клинов (род. 15 июня 1987) — российский самбист, серебряный призёр первенства России среди юниоров 2007 года, серебряный призёр чемпионата России 2012 года, участник трёх чемпионатов страны, чемпион Европы, мастер спорта России международного класса. Член сборной команды России. Выступал в лёгкой весовой категории (до 62 кг). Наставниками Клинова были А. И. Забалуев и В. Д. Зубков.

## Спортивные результаты
- Первенство России по самбо среди юниоров 2007 года — ;
- Чемпионат России по самбо 2012 года — ;
- Чемпионат России по самбо 2013 года — 13 место;
- Чемпионат России по самбо 2016 года — 9 место.